# Alcanede
Alcanede ist eine Ortschaft und Gemeinde in Portugal. 
Über der Ortschaft liegt die Burganlage Castelo de Alcanede, zu den weiteren Sehenswürdigkeiten zählen die Römerbrücke Ponte Romana Alcanede, die Gemeindekirche und die
Theropoden-Fußabdrücke im Vale de Meios als Teil des Serras de Aire e Candeeiros Natural Park.

## Geschichte
Die Spuren menschlicher Anwesenheit im heutigen Gemeindegebiet reichen bis in das Jungpaläolithikum zurück. Frühere Thesen einer römischen Militärsiedlung um 150 v. Chr. an einer nachrangigen Römerstraße zwischen Scalabis (heute Santarém) und der Serra da Mendiga scheinen heute widerlegt, eine erste feste Siedlung scheint hier frühestens in arabischer Zeit nach 711 n. Chr. entstanden zu sein. Der Ortsname stammt vermutlich ebenso aus dieser Zeit.
Die heutige Ortschaft war vermutlich eine Neugründung durch König D. Afonso Henriques. Dieser übertrug dem Ritter Gonçalo de Sousa die Aufgabe zur Ortsgründung, im Zuge der Wiederbesiedlungen im Zusammenhang mit der Reconquista. Später übergab D. Afonso Henriques das Gebiet den Mönchen des Santa Cruz-Klosters in Coimbra. Erste Stadtrechte bekam Alcanede vermutlich 1133. 
Noch während der Reconquista übertrug König D. Sancho I. die Burg von Alcanede dem Ritterorden von Avis, der nach 1218 das gesamte Gebiet übertragen bekam. 
Neue Stadtrechte bekam Alcanede 1333 von König D. Afonso IV. und 1514 von König D. Manuel I.
Während der Napoleonischen Invasionen kam es 1811 zu einem Gefecht bei Alcanede, bei der die britisch-portugiesischen Kräfte auf die sich zurückziehende französische Armee traf. Zuvor hatte General Massena von März 1810 bis März 1811 das Gebiet von Alcanede besetzt gehalten, und es kam zu Plünderungen.
Nach der Liberalen Revolution 1821 und dem folgenden Bürgerkrieg (Miguelistenkrieg) folgten Verwaltungsreformen. Dabei wurde am 16. Mai 1834 Alcanede Sitz eines eigenen Kreises, mit den Gemeinden Alcanede, Abrã, Alcobertas, Fráguas und Tremês. Am 24. Oktober 1855 wurde der Kreis Alcanede wieder aufgelöst, seither ist Alcanede eine Gemeinde des Kreises Santarém.

## Verwaltung
Alcanede ist Sitz einer Gemeinde (Freguesia) im Kreis (Concelho) von Santarém im Distrikt Santarém. In ihr leben 3970 Einwohner (Stand 19. April 2021).

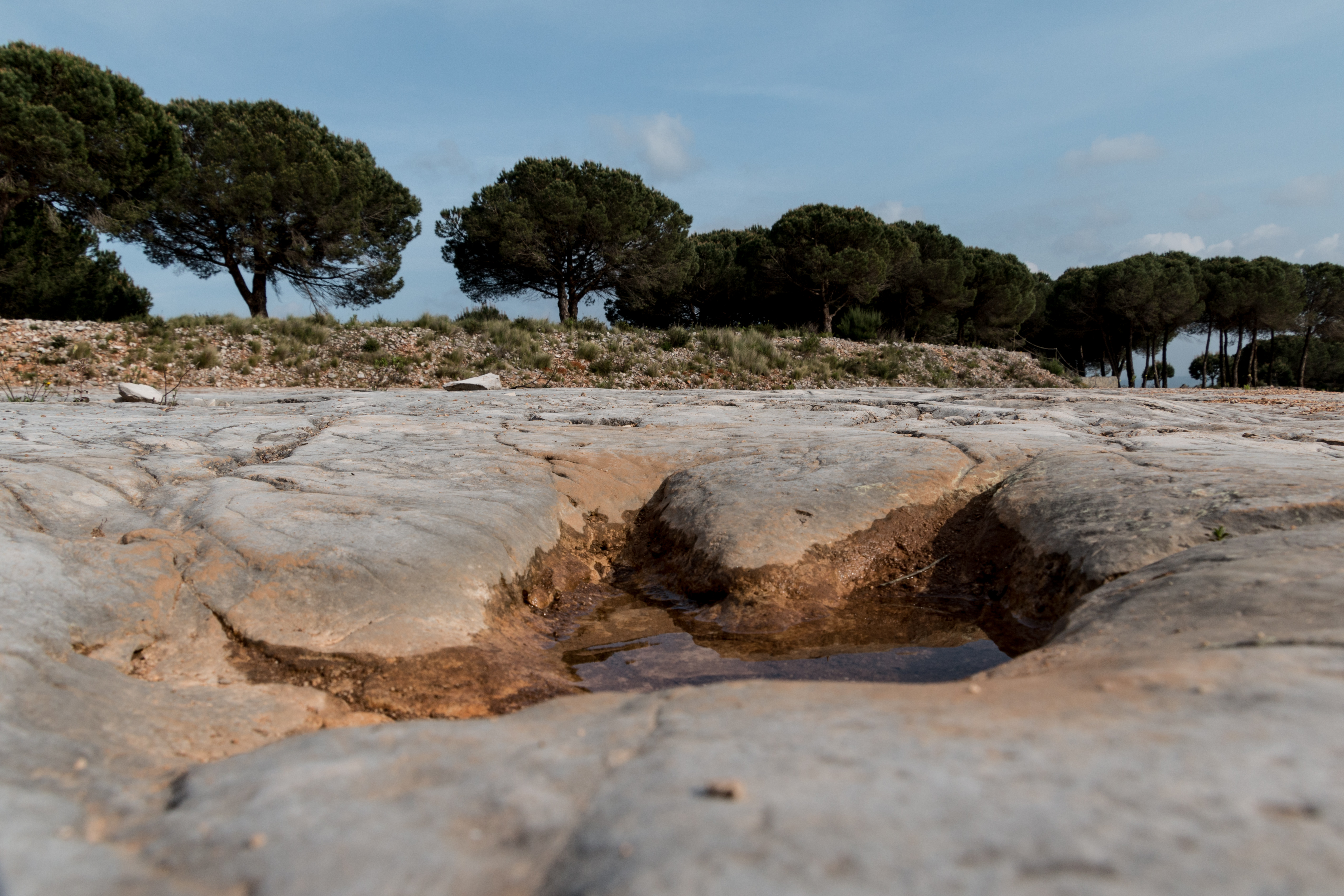
Theropodenabdruck im Vale de Meios nördlich von Barreirinhas

Folgende Ortschaften liegen in der Gemeinde:
| - Alcanede - Aldeia da Ribeira - Aldeia de Além - Alqueidão do Mato - Alqueidão do Rei - Barreirinhas - Casais da Charneca - Casais da Espinheira - Casais da Josefa - Casal Cordeiro | - Casal da Cerâmica - Casal da Eira - Casal das Patas - Casal de Além - Casal do Norte - Casal Quintino - Casal Ribeiro - Casal Sá - Colos - Covão do Vale da Trave | - Espinheira - Feiteira - Mata do Rei - Mosteiros - Murteira - Olaria - Oleiros - Pé da Pedreira - Ponte das Oliveirinhas - Prado | - Quinta da Rainha - Quinta de Santa Irene - Quinta do Loureiro - Ribeiro de Moínhos - Serrada - Terreiro das Carvalhas - Valdemar - Vale da Nogueira - Vale da Trave - Vale de Água | - Vale de Caldas - Vale de Grou - Vale do Carro - Vale do Prado - Vale do Soupo - Valverde - Várzeas - Viegas - Xartinho - Voltas |